# Spastische Paraplegie
Die spastischen Paraplegien (SPG), auch spastische Spinalparalysen genannt, stellen eine Gruppe neurodegenerativer Erkrankungen dar, die sporadisch oder hereditär (erblich) auftreten. Die hereditären spastischen Paraplegien (kurz HSP, auch Strümpell-Lorrain-Syndrom) sind genetisch heterogen, weil Mutationen in unterschiedlichen Genen die Erkrankung auslösen können. Der Erbgang ist autosomal-dominant, autosomal-rezessiv oder X-chromosomal-rezessiv.
Es handelt sich um eine Degeneration der Pyramidenseiten- und Vorderstrangbahnen.
Die spastischen Paraplegien sind durch zunehmende spastische Lähmungen in den Beinen gekennzeichnet. In weit fortgeschrittenem Stadium kann die betroffene Person für die folgende Lebenszeit auf die Rollstuhlbenutzung angewiesen sein.

## Synonyme
Die spastische Spinalparalyse wird synonym als Erb-Charcot-Syndrom oder Erb-Charcot-Krankheit bezeichnet. Beide Bezeichnungen beziehen sich auf Wilhelm Heinrich Erb, der 1875 die Krankheit erstmals beschrieben hat, sowie auf Jean-Martin Charcot mit seiner Beschreibung von 1876. Eine weitere Beschreibung stammt von Adolf von Strümpell aus dem Jahr 1886. Daher gibt es auch das Synonym Strümpell-Lorrain-Syndrom.

## Klassifikation
| Erbkrankheit | Synonyme                    | Klinik | Vererbung          | OMIM   | Gen       | Genort        | Genprodukt                                | Häufigkeit                                     |
| ------------ | --------------------------- | --- | ------------------ | ------ | --------- | ------------- | ----------------------------------------- | ---------------------------------------------- |
| SPG1         | MASA-Syndrom                | komplizierte HSP mit mentaler Retardierung, Hypoplasie des Corpus callosum, adduzierten Daumen und Hydrozephalus                                                 | X-chromosomal      | 303350 | L1CAM     | Xq28          | Neural cell adhesion molecule L1          | > 100 Familien                                 |
| SPG2         | Morbus Pelizaeus Merzbacher | komplizierte HSP mit Tetraplegie, Nystagmus, mentaler Retardierung und epileptischen Anfällen                                                                    | X-chromosomal      | 312920 | PLP1      | Xq22.2        | Myelin proteolipid protein                | < 100 Familien                                 |
| SPG3         | SPG3A                       | reine HSP, frühe Manifestation, langsame Progression | autosomal-dominant | 182600 | ATL1      | 14q22.1       | Atlastin-1                                | < 10 % der autosomal-dominanten HSP            |
| SPG4         |                             | hauptsächlich reine HSP, variables Manifestationsalter | autosomal-dominant | 182601 | SPAST     | 2p22.3        | Spastin                                   | 40 % der reinen autosomal-dominanten HSP       |
| SPG5A        |                             | reine HSP, variables Manifestationsalter, erste möglicherweise therapierbare Form                                                                                | autosomal-rezessiv | 270800 | CYP7B1    | 8q12.3        | 25-hydroxycholesterol 7-alpha-hydroxylase | ~ 80 Familien (zweit häufigste rezessive Form) |
| SPG6         |                             | reine HSP, Manifestation Erwachsene | autosomal-dominant | 600363 | NIPA1     | 15q11.2       | Magnesium transporter NIPA1               | ~ 10 Familien                                  |
| SPG7         |                             | komplizierte HSP mit zerebellären Symptomen, Optikusatrophie und Neuropathie, variables Manifestationsalter                                                      | autosomal-rezessiv | 607259 | SPG7      | 16q24.3       | Paraplegin                                | >400 Familien                                  |
| SPG8         |                             | reine HSP, Manifestation Erwachsene | autosomal-dominant | 603563 | KIAA0196  | 8q24.13       | WASH complex subunit strumpellin          | < 10 Familien                                  |
| SPG9         |                             | komplizierte HSP mit Katarakt, motorischer Neuropathie, Abnormalitäten des Skeletts und gastroösophagealem Reflux                                                | autosomal-dominant | 601162 | ALDH18A1  | 10q24.1       | Delta-1-pyrroline-5-carboxylate synthase  | 1 Familie                                      |
| SPG10        |                             | reine HSP, eventuell kompliziert durch Muskelatrophie | autosomal-dominant | 604187 | KIF5A     | 12q13.3       | Kinesin heavy chain isoform 5A            | < 10 Familien                                  |
| SPG11        |                             | komplizierte HSP mit schmalem Corpus callosum, kognitiver Beeinträchtigung und Neuropathie, frühe Manifestation                                                  | autosomal-rezessiv | 604360 | SPG11     | 15q21.1       | Spatacsin                                 | viele Familien                                 |
| SPG12        |                             | reine HSP, frühe Manifestation | autosomal-dominant | 604805 | unbekannt | 19q13         | unbekannt                                 | < 10 Familien                                  |
| SPG13        |                             | reine HSP, Manifestation Erwachsene | autosomal-dominant | 605280 | HSPD1     | 2q33.1        | Hitzeschockprotein 60                     | < 10 Familien                                  |
| SPG14        |                             | komplizierte HSP mit motorischer Neuropathie und mentaler Retardierung, variables Manifestationsalter                                                            | autosomal-rezessiv | 605229 | unbekannt | 3q27-q28      | unbekannt                                 | 1 Familie                                      |
| SPG15        | Kjellin-Syndrom             | komplizierte HSP mit Retinopathia pigmentosa, zerebellären Symptomen und mentaler Retardierung, Manifestation Adoleszenz                                         | autosomal-rezessiv | 270700 | ZFYVE26   | 14q24.1       | Spastizin                                 | < 10 Familien                                  |
| SPG16        |                             | komplizierte HSP mit Aphasie, Sphincterstörung und mentaler Retardierung, Manifestation im Kindesalter                                                           | X-chromosomal      | 300266 | unbekannt | Xq11.2        | unbekannt                                 | 1 Familie                                      |
| SPG17        | Silver-Syndrom              | komplizierte HSP mit distaler Muskelatrophie der Arme > Beine, variables Manifestationsalter                                                                     | autosomal-dominant | 270685 | BSCL2     | 11q12.3       | Seipin                                    | < 20 Familien                                  |
| SPG18        |                             | komplizierte HSP mit mentaler Retardierung und Hypoplasie oder Agenesie des Corpus callosum, Manifestation im Kindesalter                                        | autosomal-rezessiv | 611225 | unbekannt | 8p12-p11.21   | unbekannt                                 | 2 Familien                                     |
| SPG19        |                             | reine HSP, Manifestation Erwachsenenalter | autosomal-dominant | 607152 | unbekannt | 9q            | unbekannt                                 | 1 Familie                                      |
| SPG20        | Troyer-Syndrom              | komplizierte HSP mit Muskelatrophie, zerebellären Symptomen und Entwicklungsverzögerung, Manifestation im Kindesalter                                            | autosomal-rezessiv | 275900 | SPG20     | 13q13.3       | Spartin                                   | Gründermutation bei Amischen                   |
| SPG21        | Mast-Syndrom                | komplizierte HSP mit schmalem Corpus callosum, kognitivem Verfall, zerebellären und extrapyramidalmotorischen Symptomen, Manifestation frühes Erwachsenenalter   | autosomal-rezessiv | 248900 | SPG21     | 15q22.31      | Maspardin                                 | Gründermutation bei Amischen                   |
| SPG23        | Lison-Syndrom               | komplizierte HSP mit Pigmentanomalien, Gesichts- und Skelettdysmorphismen, kognitivem Zerfall und Tremor, Manifestation im Kindesalter                           | autosomal-rezessiv | 270750 | unbekannt | 1q24-q32      | unbekannt                                 | 1 Familie                                      |
| SPG24        |                             | reine HSP, pseudobulbäre Symptome | autosomal-rezessiv | 607584 | unbekannt | 13q14         | unbekannt                                 | 1 Familie                                      |
| SPG25        |                             | komplizierte HSP mit Katarakt und Bandscheibenvorfällen, Manifestation im Erwachsenenalter                                                                       | autosomal-rezessiv | 608220 | unbekannt | 6q23-q24.1    | unbekannt                                 | 1 Familie                                      |
| SPG26        |                             | komplizierte HSP mit Neuropathie, distaler Muskelatrophie und intellektuellen Einschränkungen, Manifestation im Erwachsenenalter                                 | autosomal-rezessiv | 609195 | unbekannt | 12p11.1-q14   | unbekannt                                 | 2 Familien                                     |
| SPG27        |                             | komplizierte HSP mit zerebellären Symptomen, Neuropathie, mentaler Retardierung und Mikrozephalie, variables Manifestationsalter                                 | autosomal-rezessiv | 609041 | unbekannt | 10q22.1-q24.1 | unbekannt                                 | 2 Familien                                     |
| SPG28        |                             | reine HSP, frühe Manifestation | autosomal-rezessiv | 609340 | unbekannt | 14q21.3-q22.3 | unbekannt                                 | 1 Familie                                      |
| SPG29        |                             | komplizierte HSP mit Taubheit, Hiatushernie, Hohlfüßen und Hyperbilirubinämie                                                                                    | autosomal-dominant | 609727 | unbekannt | 1p31.1-p21.1  | unbekannt                                 | 1 Familie                                      |
| SPG30        |                             | reine HSP, sensible Neuropathie, Manifestation Adoleszenz | autosomal-rezessiv | 610357 | KIF1A     | 2q37.3        | Kinesin-like protein KIF1A                | 1 Familie                                      |
| SPG31        |                             | reine HSP, variables Manifestationsalter | autosomal-dominant | 610250 | REEP1     | 2p11.2        | Receptor expression-enhancing protein 1   | 8 % der reinen autosomal-dominanten HSP        |
| SPG32        |                             | komplizierte HSP mit mentaler Retardierung, schmalem Corpus callosum und pontinem Dysraphismus, Manifestation im Kindesalter                                     | autosomal-rezessiv | 611252 | unbekannt | 14q12-q21     | unbekannt                                 | 1 Familie                                      |
| SPG33        |                             | reine HSP, Manifestation Erwachsenenalter | autosomal-dominant | 610244 | ZFYVE27   | 10q24.2       | Protrudin                                 | 1 Familie                                      |
| SPG34        |                             | reine HSP, frühe Manifestation | X-chromosomal      | 300750 | unbekannt | Xq24-q25      | unbekannt                                 | 1 Familie                                      |
| SPG35        |                             | komplizierte HSP mit intellektuellem Abbau, Haarauffälligkeiten und spezifischen Zeichen in der cMRT BIldgebung "WHAT", Manifestation überwiegend im Kindesalter | autosomal-rezessiv | 612319 | FA2H      | 16q23.1       | Fatty acid 2-hydroxylase                  | >55 Familien                                   |
| SPG36        |                             | komplizierte HSP, Manifestationsalter variabel | autosomal-dominant | 613096 | unbekannt | 12q23-q24     | unbekannt                                 | 1 Familie                                      |
| SPG37        |                             | variables Manifestationsalter | autosomal-dominant | 611945 | unbekannt | 8p21.1-q13.3  | unbekannt                                 | 1 Familie                                      |
| SPG38        |                             | komplizierte HSP mit distaler Muskelatrophie der Arme > Beine | autosomal-dominant | 612335 | unbekannt | 4p16-p15      | unbekannt                                 | 1 Familie                                      |
| SPG39        |                             | komplizierte HSP distaler Muskelatrophie aller Extremitäten | autosomal-rezessiv | 612020 | PNPLA6    | 19p13.2       | Neuropathy target esterase                | 2 Familien                                     |
| SPG41        |                             | reine HSP, Manifestation Adoleszenz | autosomal-dominant | 613364 | unbekannt | 11p14.1-p11.2 | unbekannt                                 | 1 Familie                                      |
| SPG42        |                             | reine HSP, variables Manifestationsalter | autosomal-dominant | 612539 | SLC33A1   | 3q25.31       | Acetyl-coenzyme A transporter 1           | 1 Familie                                      |

## Epidemiologie
Die Prävalenz liegt bei 4–5/100.000 Einwohnern. 75 % der Fälle sind erblich, der Rest sporadisch. Personen des männlichen Geschlechts sind doppelt so häufig betroffen wie Personen des weiblichen Geschlechts.

## Ursache
Die Gruppe der spastischen Spinalparalysen ist genetisch heterogen. Mit Stand 2011 sind mindestens 48 unterschiedliche Genorte der HSP bekannt. Sie werden mit SPG für spastic paraplegia gene bezeichnet und von 1–78 durchnummeriert. Der Erbgang ist je nach Form unterschiedlich und kann autosomal-dominant, autosomal-rezessiv oder x-chromosomal sein. Es wurden bisher >50 von Mutationen betroffene Gene identifiziert.

## Symptome und Verlauf
Der Krankheitsbeginn der hereditären spastischen Spinalparalysen ist sehr variabel und reicht vom frühen Kindesalter bis zur siebten Lebensdekade. Es kommt zu einer zunehmenden spastischen Lähmung der Beine (Paraparese).
In Abhängigkeit von den klinischen Symptomen werden reine und komplizierte Formen der hereditären spastischen Spinalparalysen unterschieden. Bei den reinen Formen ist die Symptomatik im Wesentlichen auf die spastische Paraparese beschränkt. Es können aber Sensibilitätsstörungen mit Störungen der Tiefen-, der Oberflächen- und der Temperatursensibilität sowie Blasenstörungen (imperativer Harndrang, Pollakisurie, gelegentlich Dranginkontinenz) und selten Mastdarmstörungen auftreten. Die komplizierten hereditären spastischen Spinalparalysen (CHSP) sind durch das Auftreten weiterer neurologischer Symptome definiert wie Ataxie, schwere Muskelatrophie, Optikusatrophie, Retinopathie, Beeinträchtigung des extrapyramidalmotorischen Systems, mentale Retardierung, Demenz, Taubheit, Ichthyose, Neuropathie und Epilepsie. Die komplizierten Formen sind sehr selten. Beispiele sind das Sjögren-Larsson-Syndrom, das Troyer-Syndrom, das MASA-Syndrom, das Charlevoix-Saguenay-Syndrom und das Kjellin-Syndrom.
Das Ausmaß der Spastik übersteigt häufig das der Parese. Neben dem Manifestationsalter ist auch das Fortschreiten und der Behinderungsgrad variabel. Die Adduktoren im Hüftgelenk sind typischerweise bevorzugt betroffen. Diese Adduktorenspastik führt zu einem „Scherengang“. Die Betroffenen haben beim Gehen Schwierigkeiten die Beine aneinander vorbei zu bekommen. Sowohl an den oberen als auch an den unteren Extremitäten sind häufig gesteigerte Muskeleigenreflexe nachweisbar. Die Muskulatur der oberen Extremitäten weist jedoch nur selten spastische Lähmungen auf, und wenn, dann sind diese im Vergleich zu den unteren Extremitäten nur leicht ausgeprägt. Die Symptome der Krankheit verschlimmern sich über einen Zeitraum von 2–3 Jahrzehnten, im Endstadium werden die Patienten mit spastischen Kontrakturen bettlägerig.

## Untersuchung
Bei der Untersuchung sind die Eigenreflexe deutlich erhöht. Es kann ein Spontanbabinski vorliegen. Die Bauchhautreflexe bleiben lange erhalten, Sensibilität ist häufig mitbetroffen. Der Liquorbefund sollte zur Ausschlussdiagnostik (Multiple Sklerose, Infekt mit HTLV1/2) erfolgen und ist in der Regel normal.

## Histologie
Untergang der Betz-Zellen in der 5. Schicht des Gyrus praecentralis und eine kontinuierliche oder diskontinuierliche Degeneration der Pyramidenbahn.

## Therapie
Die Erkrankungen sind derzeit zumeist nur symptomatisch, aber nicht kausal behandelbar.
Lediglich bei HSP vom Typ 5 ist bekannt, dass eine Gen-Veränderung zur Anhäufung von 27-Hydroxy-Cholesterol führt. Durch einen Cholesterinsenker reduziert man die Menge dieses Nervenzellen schädigenden Stoffes.

## Untersuchungsmethoden

### Differenzialdiagnosen
Multiple Sklerose, zervikale Myelopathie, raumfordernder spinaler Prozess, Amyotrophe Lateralsklerose, Funikuläre Myelose, Neuroborreliose, Friedreich-Ataxie und andere Heredoataxien, parasagittales Meningeom, oder seltene Syndrome wie CCFDN-Syndrom